# Storåstjärnen (Njurunda socken, Medelpad)
Storåstjärnen är en sjö i Sundsvalls kommun i Medelpad och ingår i Ljungan-Gnarpsåns kustområde. Sjön är 4 meter djup, har en yta på 0,232 kvadratkilometer och befinner sig 76,2 meter över havet.

## Delavrinningsområde
Storåstjärnen ingår i det delavrinningsområde (689876-157982) som SMHI kallar för Mynnar i Armsjön. Medelhöjden är 108 meter över havet och ytan är 5,24 kvadratkilometer. Det finns inga avrinningsområden uppströms utan avrinningsområdet är högsta punkten. Vattendraget som avvattnar avrinningsområdet har biflödesordning 2, vilket innebär att vattnet flödar genom totalt 2 vattendrag innan det når havet efter 10 kilometer. Avrinningsområdet består mestadels av skog (93 procent). Avrinningsområdet har 0,24 kvadratkilometer vattenytor vilket ger det en sjöprocent på 4,5 procent.